# Vokalíza 1983
Vokalíza 1983 - III. setkání jazz-blues-rockových zpěváků a skupin proběhla ve dnech 27. - 29. září 1983 ve velkém sále Lucerny v Praze vždy od 19. hodin. Oficiálním pořadatelem byl Kulturní dům hlavního města Prahy ve spolupráci s Českým hudebním fondem. Koncerty uváděli Tomáš Sláma a Petr Mach. Vstupné: 30, 25, 21, 17, k stání 9 Kčs.

## úterý 27. září 1983
- Bambini di Praga
- Jana Bébarová
- Plyn
- Demikát
- Mirka Křivánková
- Yo Yo Band
- Spirituál kvintet

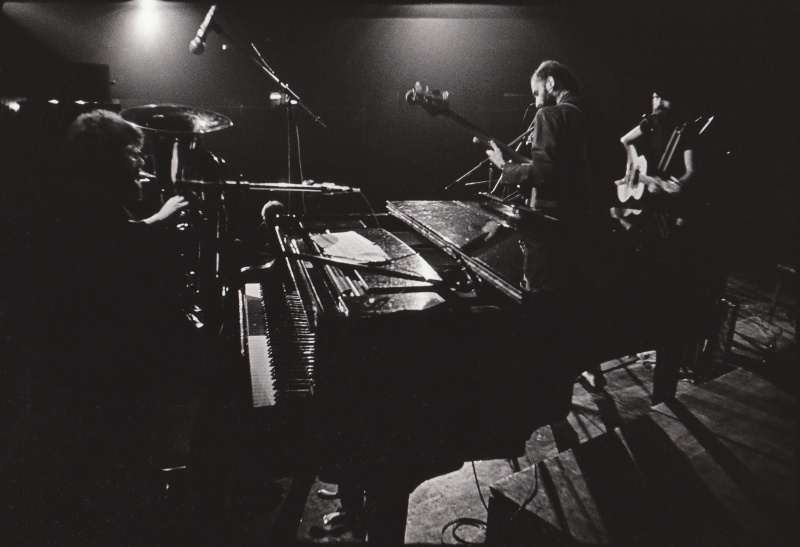
ASPM Vokaliza 1983

- Jan Spálený, Petr Kalandra, Jiří Veselý
- Teptet
- Michal Prokop

## středa 28. září 1983
- Duo Jitka Vrbová - Antonín Brych
- Roman Dragoun
- Janek Ledecký
- Jablkoň
- Nerez
- Jana Koubková
- Petar Introvič
- Luboš Pospíšil

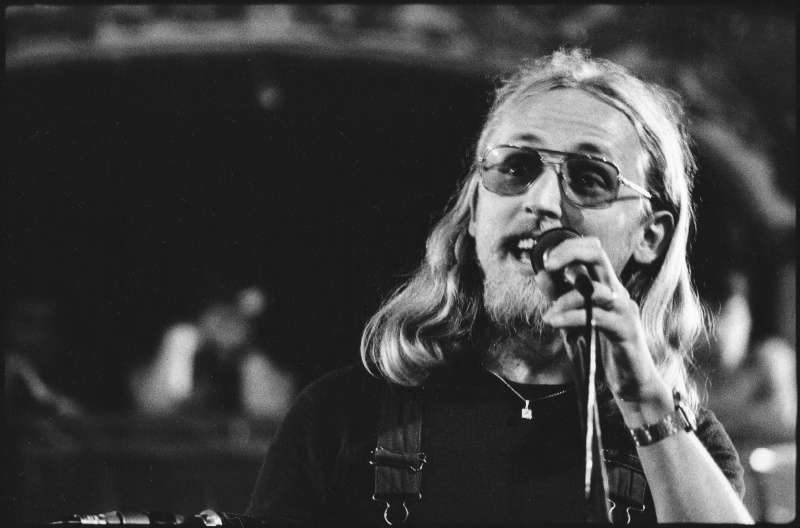
Petar Introvič

- Helena Arnetová, Jiří Šlupka Svěrák, CaK Vocál
- Ondřej Hejma

## čtvrtek 29. září 1983
- vyhlášení a koncert vítězů Vokalízy 1983
- hosté: Eva Olmerová, Jiří Suchý, Originální pražský synkopický orchestr